# Alta Floresta do Espreia-Lusácia
A Alta Floresta do Espreia-Lusácia (em alemão:  Oberspreewald-Lausitz) é um distrito (kreis ou landkreis) da Alemanha localizado no estado de Brandemburgo.

## Cidades e municípios
| Cidades (livres) | Ämter - associações municipais |                                                                                              |
| 1. Calau 2. Großräschen 3. Lauchhammer 4. Lübbenau 5. Schwarzheide 6. Senftenberg 7. Vetschau Municípios (livres) 1. Schipkau | 1. Altdöbern 1. Altdöbern1 2. Bronkow 3. Luckaitztal 4. Neupetershain 5. Neu-Seeland 2. Ortrand 1. Frauendorf 2. Großkmehlen 3. Kroppen 4. Lindenau 5. Ortrand1, 2 6. Tettau | 3. Ruhland 1. Grünewald 2. Guteborn 3. Hermsdorf 4. Hohenbocka 5. Ruhland1, 2 6. Schwarzbach |
| 1sede do Amt; ²cidade | |                                                                                              |